# 麦㙦镇
麦㙦镇，是中华人民共和国江西省吉安市新干县下辖的一个乡镇级行政单位。

## 行政区划
麦㙦镇下辖以下地区：
麦㙦社区、晓坑村、阳团村、新街上村、上麦㙦村、上寨村、麦㙦村、城溪村、丘田村、玉峰村和隋岗村。